# Kubai feketecsiröge
A kubai feketecsiröge (Dives atroviolaceus) a madarak osztályának verébalakúak (Passeriformes) rendjébe, azon belül a csirögefélék (Icteridae) családjába tartozó faj.

## Rendszerezése
A fajt Alcide d’Orbigny francia természettudós írta le 1839-ben, a Icterus nembe Icterus atroviolaceus néven. Olykor leválasztják a Dives nemről és önálló nembe, a Ptiloxena nembe sorolák Ptiloxena atroviolacea néven.

## Előfordulása
Mint neve is mutatja a faj Kuba területén honos, a szigetország egyik endemikus madara. Kizárólag a főszigeten fordul elő, a Juventud-szigeten és a part menti kisebb szigeteken nem él.
Természetes élőhelyei a trópusi esőerdők, lombhullató erdők és cserjések. Állandó, nem vonuló faj.

## Megjelenése
Testhossza 25–28 centiméter, a hím testtömege 85–94 gramm, a tojóé 72–80 gramm.

## Életmódja
Ízeltlábúakkal, kisebb gerincesekkel, gyümölcsökkel és nektárral táplálkozik.

## Természetvédelmi helyzete
Az elterjedési területe nagyon nagy, egyedszáma pedig stabil. A Természetvédelmi Világszövetség Vörös listáján nem fenyegetett fajként szerepel.